# Harold Budd (aviron)
Harold Budd, né le 4 janvier 1939 à Summit (New Jersey), est un rameur d'aviron américain. 

## Carrière
Harold Budd participe aux Jeux olympiques de 1964 à Tokyo et remporte la médaille d'or en huit, avec Joseph Amlong, Thomas Amlong, William Stowe, Emory Clark, Stanley Cwiklinski, William Knecht, Hugh Foley et Robert Zimony.